# Division Nationale 2014-15
La División Nationale 2014-15 (Nationaldivisioun en luxemburgués). fue la 101.ª. temporada de la División Nacional de Luxemburgo. La temporada comenzó el 1 de agosto de 2014 y terminó el 23 de mayo de 2015. Fola Esch conquistó el séptimo título de su historia.

## Sistema de competición
Los catorce equipos participantes jugaron entre sí todos contra todos dos veces totalizando 26 partidos cada uno. Al final de la temporada el primer clasificado obtuvo un cupo para la segunda ronda de la Liga de Campeones 2015-16. El segundo y tercer clasificado obtuvieron un cupo a la primera ronda de la  Liga Europa 2015-16. El último y penúltimo clasificado descendieron a la División de Honor  2015-16, mientras que el duodécimo primer clasificado jugó el Play-off de relegación contra el tercer clasificado de la División de Honor 2014-15 que determinó quien de los dos jugará en la Division Nationale la próxima temporada.
Un tercer cupo para la Liga Europa 2015-16 fue asignado al campeón de la Copa de Luxemburgo.

## Ascensos y descensos
| Pos. | de Division Nationale 2013/14 |
| ---- | ----------------------------- |
| 12.º | Racing                        |
| 13.º | Hesperange                    |
| 14.º | Hamm Benfica                  |

| Pos. | de Segunda División 2013/14 |
| ---- | --------------------------- |
| 1.º  | Victoria Rosport            |
| 2.º  | Hostert                     |
| 3.º  | Mondorf-les-Bains           |

## Clubes
| Equipo             | Ubicación        | Estadio                      | Capacidad |
| ------------------ | ---------------- | ---------------------------- | --------- |
| Differdange 03     | Differdange      | Thillenberg                  | 6.000     |
| F91 Dudelange      | Dudelange        | Jos Nosbaum                  | 4.650     |
| Etzella Ettelbruck | Ettelbruck       | Stade Am Deich               | 2.020     |
| Fola Esch          | Esch-sur-Alzette | Emile Mayrisch               | 3.900     |
| Grevenmacher       | Grevenmacher     | Op Flohr                     | 4.000     |
| Hostert            | Hostert          | Stade Jos Becker             | 1.500     |
| Jeunesse Canach    | Canach           | Stade Rue de Lenningen       | 1.000     |
| Jeunesse d'Esch    | Esch-sur-Alzette | La Frontière                 | 4.200     |
| Käerjéng 97        | Bascharage       | Um Beschel                   | 1.100     |
| Mondorf-les-Bains  | Munnerëf         | Stade John Grün              | 3.600     |
| Progrès Niedercorn | Differdange      | Jos Haupert                  | 2.800     |
| Rumelange          | Rumelange        | Stade municipal de Rumelange | 3.000     |
| Victoria Rosport   | Rosport          | VictoriArena                 | 1.000     |
| Wiltz 71           | Wiltz            | Stade Géitz                  | 1.100     |

## Tabla de posiciones
| Pos. | Equipo             | Pts. | PJ | G  | E | P  | GF | GC | Dif. | Clasificación y descenso 2015–16      |
| ---- | ------------------ | ---- | -- | -- | - | -- | -- | -- | ---- | ------------------------------------- |
| 1    | Fola Esch (C)      | 61   | 26 | 19 | 4 | 3  | 63 | 21 | +42  | Segunda ronda de la Liga de Campeones |
| 2    | Differdange 03     | 59   | 26 | 18 | 5 | 3  | 61 | 31 | +30  | Primera ronda de la Liga Europa       |
| 3    | F91 Dudelange      | 54   | 26 | 16 | 6 | 4  | 55 | 20 | +35  | Primera ronda de la Liga Europa       |
| 4    | Progrès Niedercorn | 50   | 26 | 15 | 5 | 6  | 51 | 29 | +22  | Primera ronda de la Liga Europa       |
| 5    | Jeunesse Esch      | 44   | 26 | 12 | 8 | 6  | 46 | 34 | +12  |                                       |
| 6    | Victoria Rosport   | 31   | 26 | 8  | 7 | 11 | 36 | 46 | −10  |                                       |
| 7    | Etzella Ettelbruck | 30   | 26 | 9  | 3 | 14 | 36 | 50 | −14  |                                       |
| 8    | Mondorf-les-Bains  | 29   | 26 | 8  | 5 | 13 | 30 | 40 | −10  |                                       |
| 9    | Grevenmacher       | 29   | 26 | 8  | 5 | 13 | 24 | 48 | −24  |                                       |
| 10   | Rumelange          | 28   | 26 | 7  | 7 | 12 | 29 | 38 | −9   |                                       |
| 11   | Wiltz 71           | 27   | 26 | 7  | 6 | 13 | 29 | 38 | −9   |                                       |
| 12   | Käerjéng 97        | 27   | 26 | 8  | 3 | 15 | 33 | 52 | −19  | Promoción por la permanencia          |
| 13   | Hostert            | 23   | 26 | 5  | 8 | 13 | 35 | 52 | −17  | Desciende a División de Honor 2015-16 |
| 14   | Jeunesse Canach    | 15   | 26 | 3  | 6 | 17 | 16 | 45 | −29  | Desciende a División de Honor 2015-16 |

Actualizado a los partidos jugados el 23 de mayo de 2015.
 Fuente: Soccerway
Notas:
1. ↑  Tras ganar la Copa de Luxemburgo, el Differdange 03  obtiene una plaza para participar en la Liga Europa 2015-16 pero, al encontrarse este equipo clasificado a través de su posición de Liga para disputar la liga de campeones, la plaza obtenida a través de la Copa recae sobre el cuarto clasificado.

## Resultados cruzados
| Local \ Visitante  | D03 | ETZ | FOL | F91 | GRE | HOS | JCA | JES | KAE | MON | PRO | RUM | VIT | W71 |
| ------------------ | --- | --- | --- | --- | --- | --- | --- | --- | --- | --- | --- | --- | --- | --- |
| Differdange 03     | —   | 2–1 | 1–1 | 1–1 | 1–1 | 6–1 | 2–1 | 3–2 | 5–0 | 3–2 | 3–1 | 2–1 | 3–2 | 3–0 |
| Etzella Ettelbruck | 1–2 | —   | 0–3 | 0–0 | 2–3 | 3–2 | 4–0 | 0–3 | 0–3 | 3–0 | 2–3 | 1–0 | 1–1 | 2–1 |
| Fola Esch          | 2–3 | 2–1 | —   | 3–0 | 3–0 | 3–1 | 1–0 | 1–1 | 4–0 | 4–1 | 2–4 | 7–1 | 4–2 | 2–1 |
| F91 Dudelange      | 2–1 | 2–0 | 0–2 | —   | 5–0 | 3–1 | 3–0 | 2–2 | 2–3 | 0–0 | 1–0 | 2–0 | 4–0 | 3–0 |
| Grevenmacher       | 0–0 | 0–2 | 1–5 | 0–2 | —   | 2–1 | 1–0 | 1–3 | 0–2 | 0–0 | 1–0 | 0–2 | 2–2 | 0–3 |
| Hostert            | 2–1 | 1–2 | 1–1 | 1–4 | 0–0 | —   | 2–2 | 0–1 | 3–0 | 2–1 | 1–2 | 1–1 | 2–1 | 2–1 |
| Jeunesse Canach    | 1–2 | 1–4 | 0–1 | 0–0 | 0–3 | 1–0 | —   | 0–0 | 1–5 | 0–1 | 1–2 | 0–1 | 0–0 | 0–3 |
| Jeunesse Esch      | 3–3 | 5–1 | 0–1 | 0–4 | 4–2 | 2–2 | 4–2 | —   | 2–0 | 1–0 | 2–2 | 2–1 | 2–1 | 2–0 |
| Käerjéng 97        | 1–3 | 2–3 | 0–3 | 0–5 | 1–2 | 2–0 | 1–2 | 1–3 | —   | 2–0 | 2–1 | 2–2 | 0–1 | 1–1 |
| Mondorf-les-Bains  | 1–2 | 4–1 | 0–1 | 0–5 | 1–2 | 1–1 | 1–2 | 2–1 | 3–1 | —   | 1–0 | 0–1 | 1–0 | 3–1 |
| Progrès Niedercorn | 1–2 | 3–0 | 1–0 | 1–2 | 6–0 | 3–3 | 1–0 | 2–2 | 3–0 | 2–2 | —   | 1–0 | 2–0 | 2–0 |
| Rumelange          | 1–2 | 0–0 | 0–1 | 1–1 | 0–3 | 2–2 | 1–0 | 0–1 | 3–1 | 1–1 | 2–4 | —   | 2–2 | 4–0 |
| Victoria Rosport   | 0–4 | 2–1 | 1–5 | 1–2 | 2–0 | 4–1 | 1–1 | 3–1 | 0–0 | 1–4 | 1–1 | 2–1 | —   | 2–1 |
| Wiltz 71           | 2–1 | 3–1 | 1–1 | 3–0 | 1–0 | 3–3 | 1–1 | 0–0 | 0–2 | 2–0 | 0–0 | 0–1 | 1–2 | —   |

## Play-Off de Relegación
Fue disputado en partido único entre el 12° clasificado de la Division Nationale y el subcampeón de la Segunda División. 

| 29 de mayo de 2015, 19:30 | Käerjéng 97 | 0:3 (0:1) | Strassen                      | Stade Alphonse Theis, Hesperange                         |                                                          |
|                           |             | Reporte   | - 15' 47' Jager - 87' Freitas | Asistencia: 2.200 espectadores Árbitro(s): Alain Durieux | Asistencia: 2.200 espectadores Árbitro(s): Alain Durieux |

- UNA Strassen asciende a la máxima categoría.

## Máximos goleadores
Detalle con los máximos goleadores de la División Nacional de Luxemburgo, de acuerdo con los datos oficiales de la Federación Luxemburguesa de Fútbol.
- Datos según la página oficial de la competición.

| Pos. | Jugador                    | Club               | Goles |
| ---- | -------------------------- | ------------------ | ----- |
| 1    | Sanel Ibrahimović          | Jeunesse Esch      | 21    |
| 2    | Aleksandre Karapetian      | F91 Dudelange      | 15    |
| 3    | Jeff Lascak                | Victoria Rosport   | 14    |
| 4    | Samir Hadji                | Fola Esch          | 12    |
| 4    | Hakim Menai                | Progrès Niederkorn | 12    |
| 6    | Omar Er Rafik              | Differdange 03     | 11    |
| 6    | Antonio Luisi              | Differdange 03     | 11    |
| 6    | Jose Inacio Cabral Barbosa | Rumelange          | 11    |
| 9    | Lévy Rougeaux              | Progrès Niederkorn | 10    |
| 10   | Gauthier Caron             | Differdange 03     | 9     |